# يلينا باتورينا
يلينا نيكولايفنا باتورينا (بالروسية: Елена Николаевна Батурина؛ وُلدت في 8 مارس 1963) هي سيدة أعمال مليارديرة دولية وخيرية من أصل روسي. تقيم في النمسا. كانت متزوجة من يوري لوجكوف، عمدة موسكو (من 1992 إلى 2010)، حتى وفاته في عام 2019.
في عام 1991، أسست شركة Inteco، وهي شركة استثمار وبناء. وفقًا لمجلة فوربس، كانت تمتلك ثروة تقدر بـ 1.2 مليار دولار، وكانت أغنى امرأة في روسيا، حتى تجاوزتها تاتيانا كيم ‏ في فبراير 2020 بثروة بلغت 1.4 مليار دولار.

## سيرة
تنحدر باتورينا من موسكو، وبدأت عملها كفنّية تصميم في مصنع فريزر للأدوات الصناعية (حيث كان يعمل والداها) بعد تخرّجها من المدرسة الثانوية.
- 1980–1982: مصمِّمة فنيّة في مصنع فريزر، ثم مهندسة تصميمة كبيرة في قسم كبير التقنيين بالمصنع نفسه.
- 1982–1989: باحثة في معهد التنمية الاقتصادية المتكاملة في موسكو. رئيس الأمانة العامة في الاتحاد الروسي للتعاونيات المتحدة؛ اختصاصيّة كبيرة في لجنة موسجوريسبولكوم للنشاط التعاوني.
- منذ عام 1989: تعمل في أنشطة تجارية خاصة.
- 1991–1994: مديرة شركة "Inteco" ذات المسؤولية المحدودة.
- 1994–2011: رئيسة شركة "Inteco" ذات المساهمة المغلقة.
- 2006–2011: نائبة رئيس مجموعة العمل المشتركة بين الإدارات المعنية بالمشروع الوطني ذي الأولوية "الإسكان الميسَّر والمريح للمواطنين الروس"، عضو لجنة تطوير الإسكان الميسر التابعة لرئيس الاتحاد الروسي بشأن تنفيذ المشاريع الوطنية ذات الأولوية والسياسة الديموغرافية.

التقت باتورينا بزوجها المستقبلي، يوري لوجكوف، في عام 1987 عندما كانا يعملان في موسجوريسبولكوم، وهي لجنة بلدية من الحقبة السوفييتية. باتورينا ولوجكوف تزوّجا عام 1991. وبعد تقاعد زوجها، انتقلت باتورينا إلى النمسا، ونقلت مقر أعمالها إلى أوروبا.

## مهنة

#### إنتيكو
في عام 1989، أطلقت باتورينا مشروعها الأول، وكان يُعنى في المقام الأول بالتعامل مع برامج وأجهزة الكمبيوتر. في عام 1991، أسست باتورينا شركتها Inteco ( Интекоباللغة الروسية)، والتي ركزت على البناء بالرغم من أنها بدأت كشركة متخصّصة في صناعة البلاستيك.
في منتصف التسعينيّات، دخلت شركة Inteco مجال البناء مع التركيز على تطوير المواد والتقنيات المتقدمة لأعمال الواجهات والأسمنت والطوب والخرسانة المصبوبة والتصميم المعماري والأعمال العقارية.
في عام 2001، استحوذت شركة Inteco من شخص خاص على حصة مسيطِرة في أحد مصانع بناء المنازل الرائدة في شركة DSK-3 بموسكو. بعد التحديث، قدم مصنع البناء 500,000 متر مربع من المساكن سنوياً. أصبح هذا الاستحواذ، بحسب مقابلات باتورينا، نقطة البداية للنشاط الرئيسي للشركة في مجال البناء.
في عام 2005، باعت Inteco أعمال الأسمنت الخاصة بها بمبلغ يقدر بـ 800,000 دولار أمريكي لمجموعة Eurocement من أجل توحيد الموارد المالية والإدارية التي تحتاجها الشركة لتنفيذ برامج البناء المنظورية.
في عام 2006، تم تعيين باتورينا نائبةً لرئيس المجموعة المشتركة بين الوزارات في إطار المشروع الوطني "الإسكان الميسَّر والمريح للمواطنين الروس".
بعد ذلك بوقت قصير، قامت Inteco ببيع شركة DSK-3، وهي شركة منتجة للمباني الجاهزة (مسبقة الصنع)، وركزت أيضاً بشكل كامل على بناء المساكن المتجانسة (المونوليثيّة) والعقارات التجارية.
وفي عام 2007، بلغت إيرادات الشركة، بحسب بياناتها الخاصة، مليار دولار. في نهاية عام 2008، تم إدراج شركة إنتيكو، جنباً إلى جنب مع شركة غازبروم والسكك الحديد الروسية، في قائمة 295 مشروعاً استراتيجياً في البلاد.
في عام 2010، تمت تسمية باتورينا كواحدة من أكبر دافعي الضرائب في روسيا، وبلغت الضرائب المدفوعة لميزانية الدولة لعام 2009 أربعة مليارات روبل. اعتباراً من عام 2009، أصبحت باتورينا مالكةً لنسبة 99% من الشركة، بينما أُدرَجت نسبة 1% في الميزانية العمومية للشركة نفسها. وبلغت محفظة تطوير المشروع أكثر من 7,000,000 متر مربع، وتجاوزت سِعات الأسمنت 0.6 مليون طن سنوياً.

#### أعمال التطوير
في أواخر عام 2015، أنشأت باتورينا مكتباً في نيويورك للإشراف على استثمارها بقيمة 10 ملايين دولار أمريكي في المباني التجارية التي استحوذت عليها في وسط بروكلين، وللنظر في آفاق تطوير مشروعٍ للبناء.
في نوفمبر/تشرين الثاني 2016، أطلقت هياكل الأعمال التابعة لباتورينا مشروعَ بناءٍ وتطوير في أوروبا. حصلت شركتها على قطعة أرض على ساحل ليماسول في قبرص. تم إطلاق بناء مبنى الشقق الراقية "سيمبول ريزيدنس" (Symbol Residence) في عام 2019، وقد تجاوز إجمالي الاستثمار في المشروع 40 مليون يورو، وتم الانتهاء من البناء في عام 2022.

#### بناء الأغشية
في خريف عام 2015، أصبحت هياكل الأعمال التابعة لباتورينا مستثمراً استراتيجياً لشركة Hightex GmbH ذات المسؤولية المحدودة، وهي شركة بناء أغشية عالمية مقرّها في ريمستينغ، ألمانيا.

#### الطاقات المتجددة
منذ عام 2014، تعمل مجموعة باتورينا الاستثمارية على تطوير مشروع لتوليد واستخدام وتسويق الطاقة المتجددة في أوروبا.  في عام 2018، أطلقت شركة باتورينا أول مشروع لشركةٍ تقدّم خدمات الطاقة (ESCO) في قبرص.

## أعمال خيرية
شاركت إيلينا باتورينا في جمعيات خيرية محلية ودولية منذ التسعينيّات. وينصبُّ التركيز الرئيسي لمشاريعها الخيرية على تحويل العالم والمجتمع نحو الأفضل، بناءً على مبادئ الاستدامة والتفكير التصميمي والاستثمار في القوة الذهنية الإبداعية للجيل القادم.
منذ عام 2012، أصبحت مؤسسة "بي أوبن"  BE OPEN حاملاً للأعمال الخيرية الدولية لإيلينا باتورينا. ومؤسسة BE OPEN هي مبادرة ثقافية واجتماعية مسجَّلة في سويسرا تهدف إلى أن تصبح جسراً بين العقول العظيمة في عصرنا والعقول الجديدة الواعدة للجيل القادم، من خلال نظام المؤتمرات والمسابقات والمعارض والحلقات الدراسيّة والفعاليات الفنية".
تتعاون BE OPEN بشكل نشط مع المصممين المشهورين عالمياً، والعلامات التجارية العالمية، والمؤسسات التعليمية والثقافية، والهيئات الحكومية، مثل حكومة الهند، و"سلطة لندن الكبرى"، وبلدية ميلانو، والمعرض العالمي "إكسبو" EXPO، وغيرها الكثير.
لمدة عامين، عملت السيدة باتورينا كوصية لمجلس إدارة صندوق عمدة لندن.
تشغل السيدة باتورينا أيضاً منصب نائب رئيس مؤسسة "ماغي" Maggie، وهي مؤسسة خيرية مقرها المملكة المتحدة تقدم دعماً عملياً وعاطفياً واجتماعياً مجانياً للأشخاص المصابين بالسرطان. وهي أيضاً عضو في مجلس إدارة "ماغي لندن" (Maggie's London) المسؤول عن تنسيق جميع أنشطة جمع التبرعات الخاصة بـمؤسسة "ماغي" في لندن.

## مؤسسة بي أوبن
"بي أوبن" BE OPEN هي مبادرة ثقافية واجتماعية تأسست عام 2012، بتمويل من إيلينا باتورينا "بهدف تسخير القدرات العقلية للقادة المبدعين من خلال منظومة من المؤتمرات والمسابقات والمعارض والحلقات الدراسية والفعاليات الفنية".
"إنّ مشروع BE OPEN بوصفه مشروعاً طويل الأمد، دولي، متعدد التخصصات، ومتعدد الأوجه، يلتزم بأن يصبح جسراً بين العقول العظيمة في عصرنا -الفلاسفة، وعلماء الاجتماع، والمصمِّمين، والمهندسين المعماريين، والفنانين، والناشرين، والكُتّاب، ورجال الأعمال، وقادة الرأي- والعقول الجديدة الواعدة للجيل القادم. كما أنها تسعى جاهدة لمساعدة كبار المفكرين والمبدعين المعاصرين على الالتقاء بأولئك العاملين في مجال الإعلام والأعمال ومناقشة أفكارهم ورؤاهم وإحداث التغيير في نهاية المطاف".
تم إطلاق المؤسسة في أسبوع ميلانو للتصميم 2012. من خلال العمل بالتعاون مع ناشر التصميم الرائد Interni، كان للمؤسسة حضور كبير في Fuori Salone.
أعادت مؤسسة BE OPEN زيارة أسبوع ميلانو للتصميم في عام 2013 بتجربة متعددة الحواس، مع التركيز على الحِسّ المُواكِب، واستكشاف التداخل بين اللون والطعم والرائحة والبصر ممثَّلاً في "بيت الحواس" House of the Senses، الذي صمَّمه المهندس المعماري الفرنسي كريستوف بيليت، وفي عام 2015 مع معرض "حديقة العجائب" الساحر المخصص لإعادة تصميم العلامات التجارية لعطورٍ قديمة لم تعد رائجة.
في عام 2014، وبدعم من حكومة الهند ووزاراتها، أنشأت منظمة BE OPEN معرضاً مهماً لأعمال مصممين محليّين واعدين في دلهي، لتشجيع الحرفيين على استكشاف طرق بديلة لاستخدام المهارات التقليدية، وإبقائها حيّة. وأصبحت علامة "صُنِعَ في الهند" فارقةً ومهمّة للعديد من المصممين المشاركين.
ومن أحداث التصميم العالمية المهمة الأخرى التي كانت BE OPEN جزءاً منها على مر السنين هي Design Basel مع عرضٍ لمشاريع طلاب من أفضل مدارس التصميم الأوروبية. و Design Miami مع مؤتمر حول التصميم الحسّي. و"مهرجان لندن للتصميم"، كما تمّ في ميدان "ترافلغار" إنشاء مائدة مستديرة لكلية تشيلسي للفنون حول تصميم الصوت، وغيرها من فعاليات.
كما وعملت BE OPEN مع صندوق عمدة لندن ومكتب العمدة و"سلطة لندن الكبرى" على عدد من البرامج الخيرية.
ويشكّل كلُّ "ظهور عام" لمؤسسة BE OPEN حدثاً متعدد الأوجه يتميز بالاحتفال بالفائزين في المسابقات الطلابية المخصصة مع المعارض وحفلات توزيع الجوائز.
على مدى السنوات الأربع الماضية، قامت المؤسسة بإدارة برنامج منافسة متعدد السنوات  لدعم أهداف الأمم المتحدة للتنمية المستدامة. ومن بين شركاء البرنامج Cumulus Association "جمعية الرُّكام العالمية لتعليم الفن والتصميم وطاقة الطلاب". وستركّز المسابقة القادمة تحت عنوان "صمِّم عملَك المناخيّ" على الهدف رقم 13 من أهداف التنمية المستدامة.
في عام 2020، أنشأت BE OPEN معرضاً غير ربحي عبر الإنترنت BE OPEN Art لتزويد الفنانين الناشئين في جميع أنحاء العالم بفرصةٍ من أجل لفت الانتباه إليهم، ونقطة انطلاق لبناء الاتصالات بين المبدعين وجامعي الأعمال الفنية اليوم. تم افتتاح المعرض للمساعدة في مواجهة التحديات التي كان على المجتمع الإبداعي مواجهتها بسبب فيروس كورونا (COVID-19).
في عام 2023، قامت BE OPEN Art بتوسيع عملياتها لتشغيل BE OPEN Regional Art، وهي سلسلة من المسابقات للفنانين الناشئين، تهدف إلى دعم أولئك الذين يمثل فنهم هويّاتهم الإقليمية والثقافية والعِرقية بشكل أفضل. تستمر كلّ مرحلة إقليمية لمدة ثلاثة أشهر، وبالتالي يتم تشغيل أربع مراحل سنوياً، وتتم تسمية فائزٍ لكلٍّ منها. يحصل الفائزون الإقليميون على جوائز نقدية، في حين يتشكَّلُ معرضٌ من مجموعةٍ مختارة من الأعمال الفنية التي تمثل الإقليم أفضل تمثيل، من أجل مشاركة الفن مع الجمهور الواسع والاحتفال بالفنانين المشاركين.
في يونيو/حزيران 2023، في مركز الفنون البصرية والأبحاث في نيقوسيا، استضافت BE OPEN Art معرضاً للأعمال الفنية المختارة من منطقة شرق البحر الأبيض المتوسط. حضر المعرض الفنانون المشاركون وعائلاتهم، وممثلو وزارتَي التعليم والثقافة القبرصيَّتين، وبلديةُ نيقوسيا، وأعضاءُ الأوساط الأكاديمية والفنية والتجارية، وضيوف الجزيرة، وغيرهم.
في نوفمبر/تشرين الثاني 2023، تحدثت BE OPEN عن مبادراتها المستدامة والتعليمية في "قمة الطاقة الطلابية" و"المركز التعليمي" في جلسات المؤتمر العالمي الثامن والعشرين للتغيّر المناخي التابع للأمم المتحدة (COP28). في وقت لاحق، أصبحت BE OPEN أيضاً مشاركاً في مؤتمر ومعرض "المؤتمر الدولي للاستدامة: التطوير والابتكار" (ICSDI) لعام 2024، والقمة الوزارية MED9 للتعليم من أجل التنمية المستدامة في إقليم المتوسط، ومنتدى "لجنة الأمم المتحدة الاقتصادية لأوروبا" UNECE "حول التعليم من أجل التنمية المستدامة: تمكين الشباب من أجل مستقبل مستدام"، بالإضافة إلى "المؤتمر الدولي للطاقة المستدامة" (ISEC 2024).

## الحياة الشخصية
في عام 1991، تزوّجت باتورينا من يوري لوجكوف. وفي عام 1992، رُزِقا بابنتهما الأولى إيلينا، وتبعتها أولغا في عام 1994.
تمتلك إيلينا باتورينا منزلاً في أوراخ، في النمسا، وتقضي الكثير من وقتها هناك.
ومن عام 1999 إلى عام 2005، كانت باتورينا رئيسةً لاتحاد الفروسية الروسي. وقد نجحت باتورينا في جمع الأموال لتطوير رياضة الفروسية في روسيا إلى المستوى الكافي لمثل هذه المنافسة.
حتى أوائل عام 2010، كانت تمتلك مزرعة "Veedern" لتربية الخيول التي تأسست في القرن الثامن عشر. بعد عملية إعادةِ إعمارٍ كبيرة، نجحت المزرعة الآن في تربية خيول هانوفر وتراكينر. في عام 2020، تم نقل المزرعة إلى ألكسندر لوجكوف، الابن الأصغر ليوري لوجكوف.
تدير باتورينا مؤسسة BE OPEN التي أنشأتْها في عام 2012. وتعمل منظمة BE OPEN في شراكةٍ وثيقة مع صندوق عمدة لندن. وكانت باتورينا أمينةً لصندوق عمدة لندن من عام 2017 إلى عام 2019.

### الثروة الشخصية
اعتباراً من عام 2024، وضعت قائمة فوربس للمليارديرات باتورينا في المرتبة 2287 بثروة قدرها 1.3 مليار دولار، وذكرت أنّ مصدر ثروتها "الاستثمارات، والعقارات، وصنَعتْ نفسَها بنفسِها".
وتزعم باتورينا بأنها تمتلك واحدة من أكبر المجموعات الخاصة من الخزف الإمبراطوري الروسي. ويقدِّرُ الخبراء قيمتَها الإجمالية بأكثر من 250 مليون دولار.
في عام 2024، عُقِدَ مؤتمرٌ دوليّ مخصَّص لقضايا فهرسة المجموعات الفنية الخاصة، مع التركيز بشكل خاص على تطوير بيانٍ مُفَهرَس (كاتالوغ) بعنوان "الحرب والسلام في الخزف الروسي. من مجموعة إيلينا باتورينا". ناقش كبار مؤرِّخي الفنّ والشخصياتُ العامة البارزة ومديرو المتاحف وأمناءُ المتاحف، رؤيتَهم وخبراتِهم في العمل مع المجموعات الخاصة والمتحفيّة من الخزف والأشياء الفنية الأخرى.
وآنذاك، تحدثت ناتاليا سيبوفسكايا، مديرة معهد الدولة للدراسات الفنية، الحاصلة على دكتوراه في تاريخ الفن والمحرِّرة العلمية للنشر، بشكل خاص عن العمل حول "الحرب والسلام في الخزف". وذكرت أن الكاتالوغ تم إنشاؤه على أساس أكبر مجموعة خاصة في العالَم من الخزف الإمبراطوريّ المملوكة لإيلينا باتورينا. استغرق تطوير الكتالوغ سبعَ سنوات وشارك فيه أكثر من 100 متخصّص، وكان العمل المنشور الناتج بمثابة طفرة في دراسات تاريخ فن الخزف.
حيث تحتوي المجلدات الثلاثة، في 1500 صفحة، على صورٍ ونصوص فريدة من نوعها: تحليل للأعمال ذات الأهمية الاستثنائية من زمن كاترين العظيمة وحتى السنوات الأخيرة من حكم نيكولاس الثاني، مكّن المؤلفين من إنشاء موسوعة حقيقية عن الخزف الإمبراطوري. تمّ توضيح النتائج التي توصلوا إليها ودعمُها بأكثر من 1200 مصدرٍ رسوميّ، و800 وثيقة أرشيفية، و300 اسمٍ للمفوَّضين والمالكين الأوليّين، ونحو 50 مشروعاً من النماذج والرسومات الأصلية التي تمّ نشرها لأوّل مرة.
وأُعطيت للمجلدات الثلاثة عناوين تتوافق مع العناصر التي تحتوي عليها: "المجد. الخزف الإمبراطوري: قطع تقديمية"، "الحرب. القطع المرسوم عليها شخصيات عسكرية" و"السلام. أواني الخزف الاحتفالية". وهي تحتوي على أوصاف تفصيلية لـ 1500 عنصر من أصل 2000 عنصر في المجموعة بشكلٍ عام، وتغطي جميع الأحداث المهمة في تاريخ الخزف الروسي، مما يعكس أيضاً السياق التاريخي والفني، وتواريخ الإنشاء، وأسماء المفوَّضين، والمستلمين للهدايا الخزفية، وقد أعيد بناء تاريخ وجودها من مئات المصادر الأرشيفية.

## الأوسمة والجوائز
فازت باتورينا بجائزة الدولة للاتحاد الروسي للعلوم والتكنولوجيا في عام 2003. وقد فازت شركة "إنتيكو" (Inteco) ومشاريعها بالعديد من الجوائز والمسابقات، بما في ذلك: جائزة "أوليمبوس البناء الروسي" عن "الهندسة المعمارية وتخطيط التصميم" (2008) ، وجائزة "العلامة التجارية للعام/EFFIE 2007"، والجائزة الوطنية لـ "البناء والعقارات" (2008) ، وجائزة "نجمة القيادة الدولية للجودة" في المؤتمر الدولي الثالث عشر لاتجاهات مبادرة الأعمال (BID) (باريس، 2009)، والجائزة الوطنية للأعمال "شركة العام" عن "أفضل شركة استثمار وبناء في روسيا عام 2009" (2009) ، و"الجائزة الدولية للتكنولوجيا والجودة" (مدريد، 2010) ، و"جائزة البناء الدولية" (فرنسا، 2011).

## أنظر أيضًا
- قائمة النساء المليارديرات